# رسالت: قیام
رسالت ۴: قیام (به انگلیسی: The Prophecy: Uprising) یک فیلم سینمایی آمریکایی هیجان انگیز و اکشن-فانتزی محصول سال ۲۰۰۵ و چهارمین قسمت از مجموعه فیلم‌های رسالت است. در این قسمت از فیلم کریستوفر واکن حضور ندارد، در عوض داگ بردلی، بازیگر انگلیسی شان پرتوی و بازیگر مکرر فیلم‌های ترسناک و کاری ورر در نقش‌های اصلی بازی می‌کنند.

## بازیگران
- جان لایت در نقش جان ریگرت / شیطان
- شان پرتوی در نقش دنی سیمونیسکو
- کاری ورر در نقش آلیسون
- جیسون لندن در نقش سیمون
- داگ بردلی در نقش لورل
- جورجینا رایلنس در نقش کالرا
- استفان بیلینگتون در نقش یون
- دن چیریاک در نقش سربان
- بوریس پتروف در نقش پدر کنستانتین
- آلین کریستیا در نقش کانتور[۱][۱][۲][۳]